# Лукаш Яворський
Лукаш Яворський (пол. Łukasz Jaworski; нар. 9 квітня 1981, Варшава) — польський режисер. Псевдонім — Джей-Джей (пол. JJ).

## Біографія
Лукаш Яворський — випускник Академії образотворчих мистецтв у Варшаві на факультеті графіки (2005).

## Фільмографія

### Телебачення
| Рік             | Назва                | Посада             |
| --------------- | -------------------- | ------------------ |
| 2002            | «Емульсія»           | режисер, сценарист |
| 2008–2009       | «39 з половиною»     | режисер            |
| 2010–2011, 2021 | «Уста уста»          | режисер            |
| 2011            | «Закон варшавський»  | режисер            |
| 2013–2014       | «Це не кінець світу» | режисер            |
| 2015            | «Сказане»            | режисер            |
| 2016            | «На ножі»            | режисер            |
| 2021            | «Павутиння»          | режисер            |

### Фільми
| Рік  | Назва           | Посада             |
| ---- | --------------- | ------------------ |
| 2022 | «Листи до М. 5» | режисер, сценарист |